# Mansur Jumaev
Mansur Jumaev (13 de mayo de 1975) es un deportista uzbeko que compitió en judo. Ganó dos medallas de bronce en el Campeonato Asiático de Judo en los años 1999 y 2000.

## Palmarés internacional
| Campeonato Asiático | Campeonato Asiático | Campeonato Asiático | Campeonato Asiático |
| Año                 | Lugar               | Medalla             | Categoría           |
| ------------------- | ------------------- | ------------------- | ------------------- |
| 1999                | Wenzhou (China)     | Medalla de bronce   | –66 kg              |
| 2000                | Osaka (Japón)       | Medalla de bronce   | –66 kg              |